# Cortyta canescens
Cortyta canescens är en fjärilsart som beskrevs av Walker 1857. Cortyta canescens ingår i släktet Cortyta och familjen nattflyn. Inga underarter finns listade i Catalogue of Life.